# Crosniera
Crosniera is een geslacht van kreeftachtigen uit de klasse van de Malacostraca (hogere kreeftachtigen).

## Soorten
- Crosniera corindon Poore, 1997
- Crosniera dayrati Ngoc-Ho, 2005
- Crosniera minima (Rathbun, 1901)
- Crosniera panie Poore, 1997
- Crosniera wennerae Heard & King, 2007